# Arto Härkönen
Pour les articles homonymes, voir Arto (homonymie).
Arto Kalevi Härkönen (° Helsinki, le 31 janvier 1959) est un athlète finlandais, lanceur de javelot.

## Carrière
Aux Jeux olympiques d'été de 1984 à Los Angeles, en raison du boycott des jeux appelé par l'Union soviétique, les deux représentants de la RDA, Uwe Hohn le champion d'Europe 1982 et Detlef Michel le champion du monde 1983 sont absents. 
Arto Härkönen, classé cinquième aux Championnats d'Europe d'athlétisme 1982 à Athènes remporte le concours de ces jeux avec un jet de 86,76 m.

### Palmarès
| Date | Compétition                   | Lieu        | Résultat | Performance |
| ---- | ----------------------------- | ----------- | -------- | ----------- |
| 1977 | Championnats d'Europe juniors | Donetsk     | 2e       | 82,98 m     |
| 1982 | Championnats d'Europe         | Athènes     | 5e       | 86,76 m     |
| 1984 | Jeux olympiques               | Los Angeles | 1er      | 86,76 m     |